# Бажири
Бажири́ (фр. Bagiry, окс. Bagiri) — коммуна во Франции, находится в регионе Юг — Пиренеи. Департамент — Верхняя Гаронна. Входит в состав кантона Барбазан. Округ коммуны — Сен-Годенс.
Код INSEE коммуны — 31041.

## География

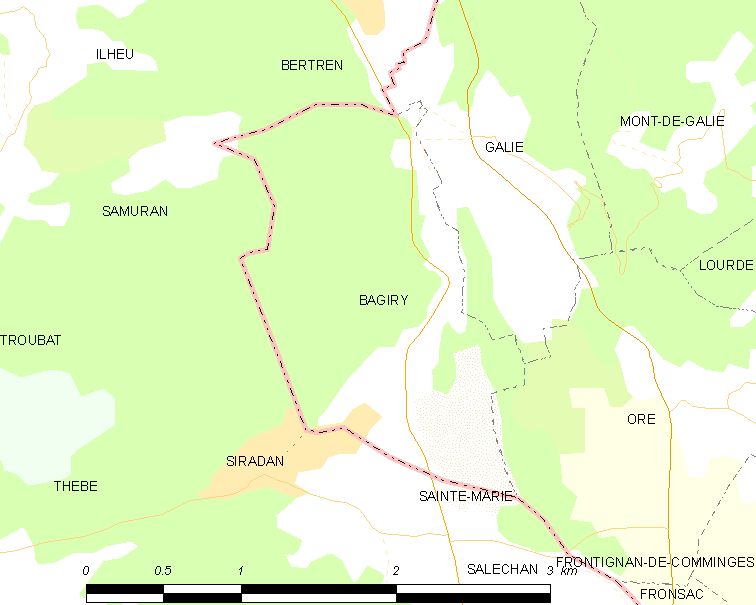
Карта коммуны

Коммуна расположена приблизительно в 670 км к югу от Парижа, в 100 км к юго-западу от Тулузы.
На востоке коммуны протекает река Гаронна. Около половины территории коммуны занимают леса.

## Климат
Климат умеренно-океанический. Зима мягкая и снежная, весна характеризуется сильными дождями и грозами, лето сухое и жаркое, осень солнечная. Преобладают сильные юго-восточные и северо-западные ветры.

## Население
Население коммуны на 2010 год составляло 83 человека.
| 1962 | 1968 | 1975 | 1982 | 1990 | 1999 | 2010 |
| ---- | ---- | ---- | ---- | ---- | ---- | ---- |
| 123  | 110  | 111  | 114  | 88   | 77   | 83   |

## Администрация
| Период | Период | Фамилия          | Партия | Примечания |
| ------ | ------ | ---------------- | ------ | ---------- |
| 1945   | 1959   | Габриэль Антишан |        |            |
| 1959   | 1977   | Эмиль Порт       |        |            |
| 1977   | 1998   | Роже Уль         |        | ветеринар  |
| 1998   | 2014   | Сюзан Сансюк     |        |            |
| 2014   | 2020   | Жозеф Моретто    |        |            |

## Экономика
В 2010 году среди 55 человек трудоспособного возраста (15—64 лет) 33 были экономически активными, 22 — неактивными (показатель активности — 60,0 %, в 1999 году было 68,3 %). Из 33 активных жителей работали 31 человек (17 мужчин и 14 женщин), безработных было 2 (1 мужчина и 1 женщина). Среди 22 неактивных 4 человека были учениками или студентами, 14 — пенсионерами, 4 были неактивными по другим причинам.

## Фотогалерея

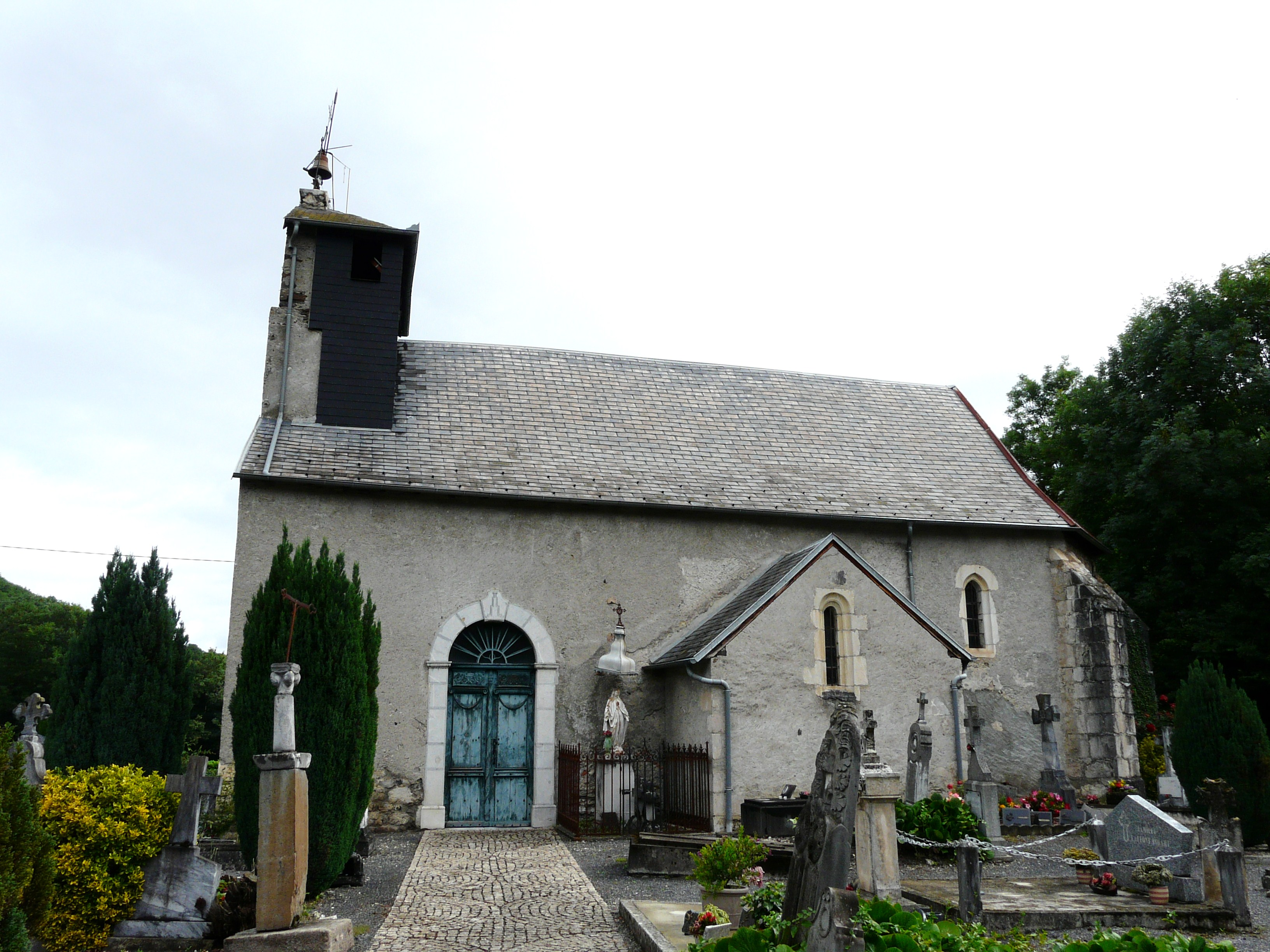
Церковь Св. Илария
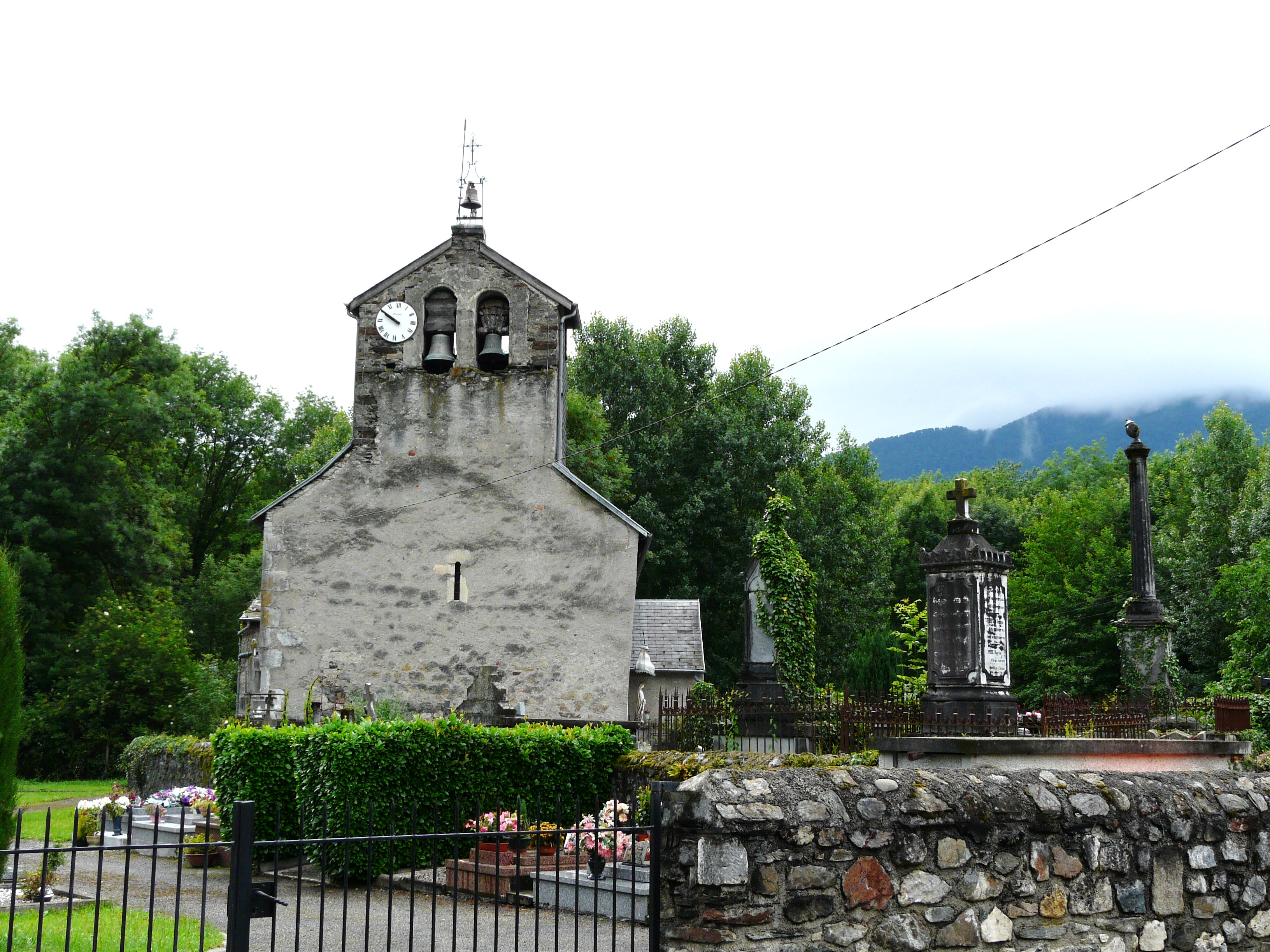
Церковь Св. Илария
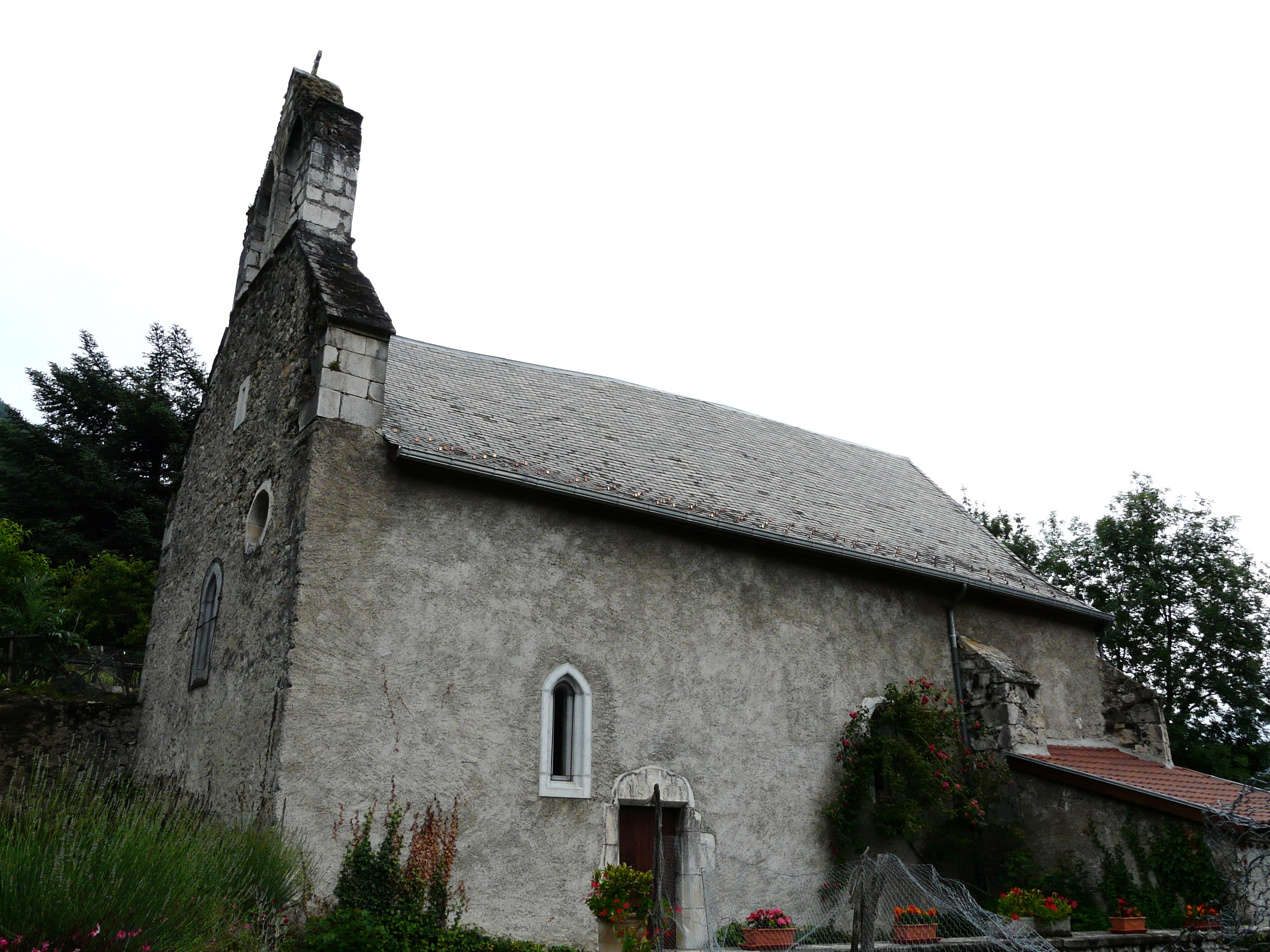
Часовня Нотр-Дам
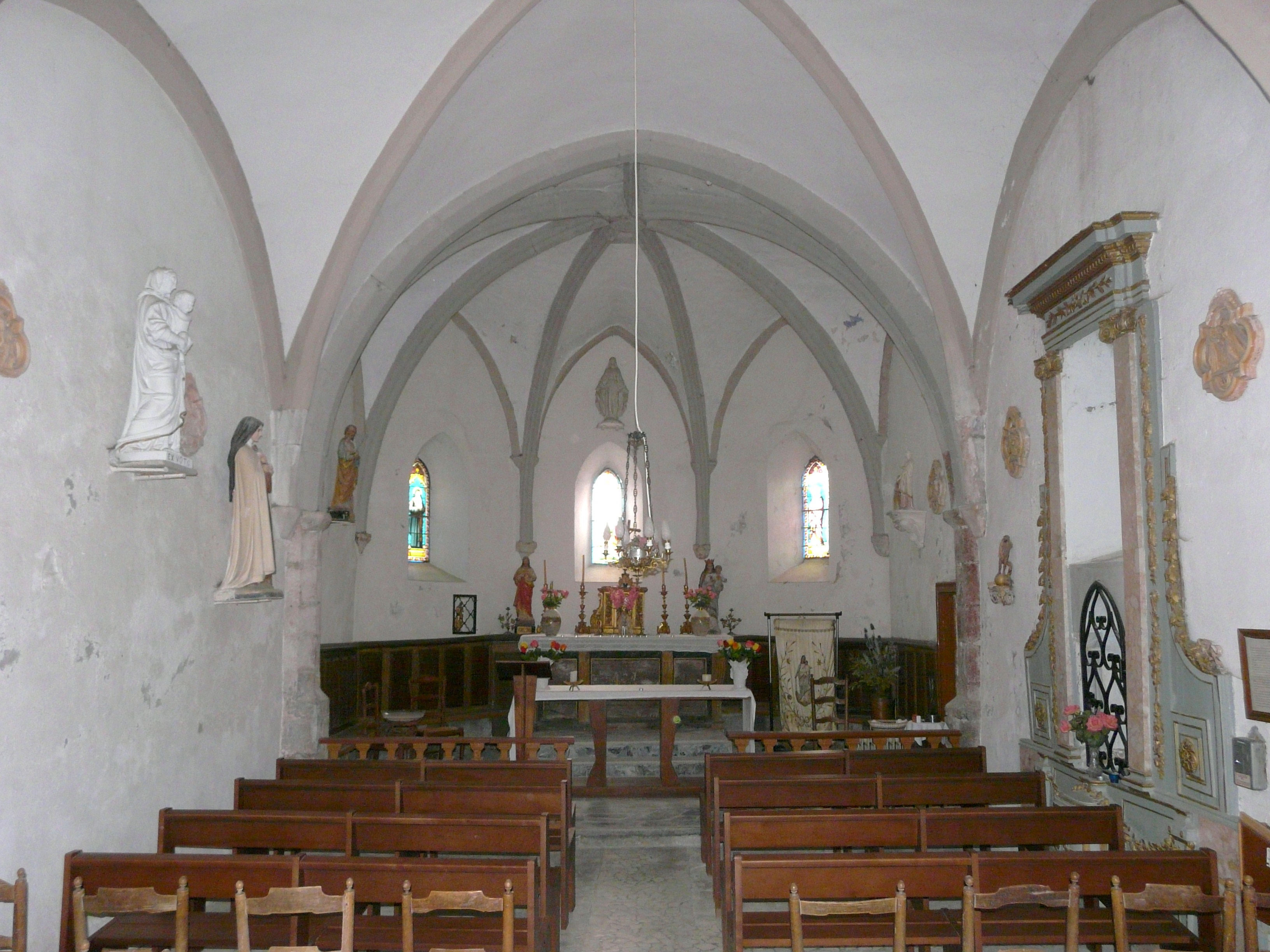
Интерьер часовни Нотр-Дам
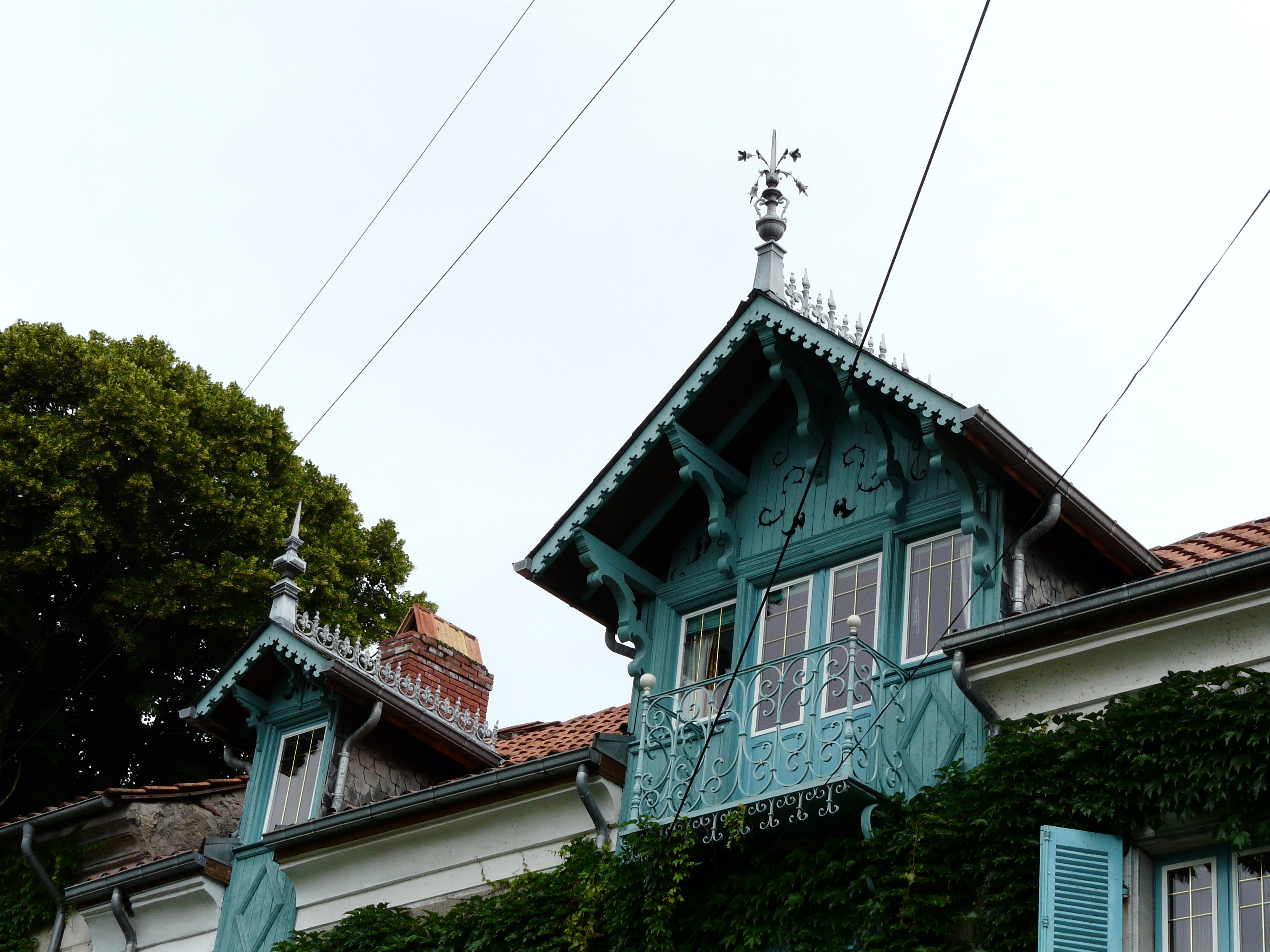
Дом в Бажири
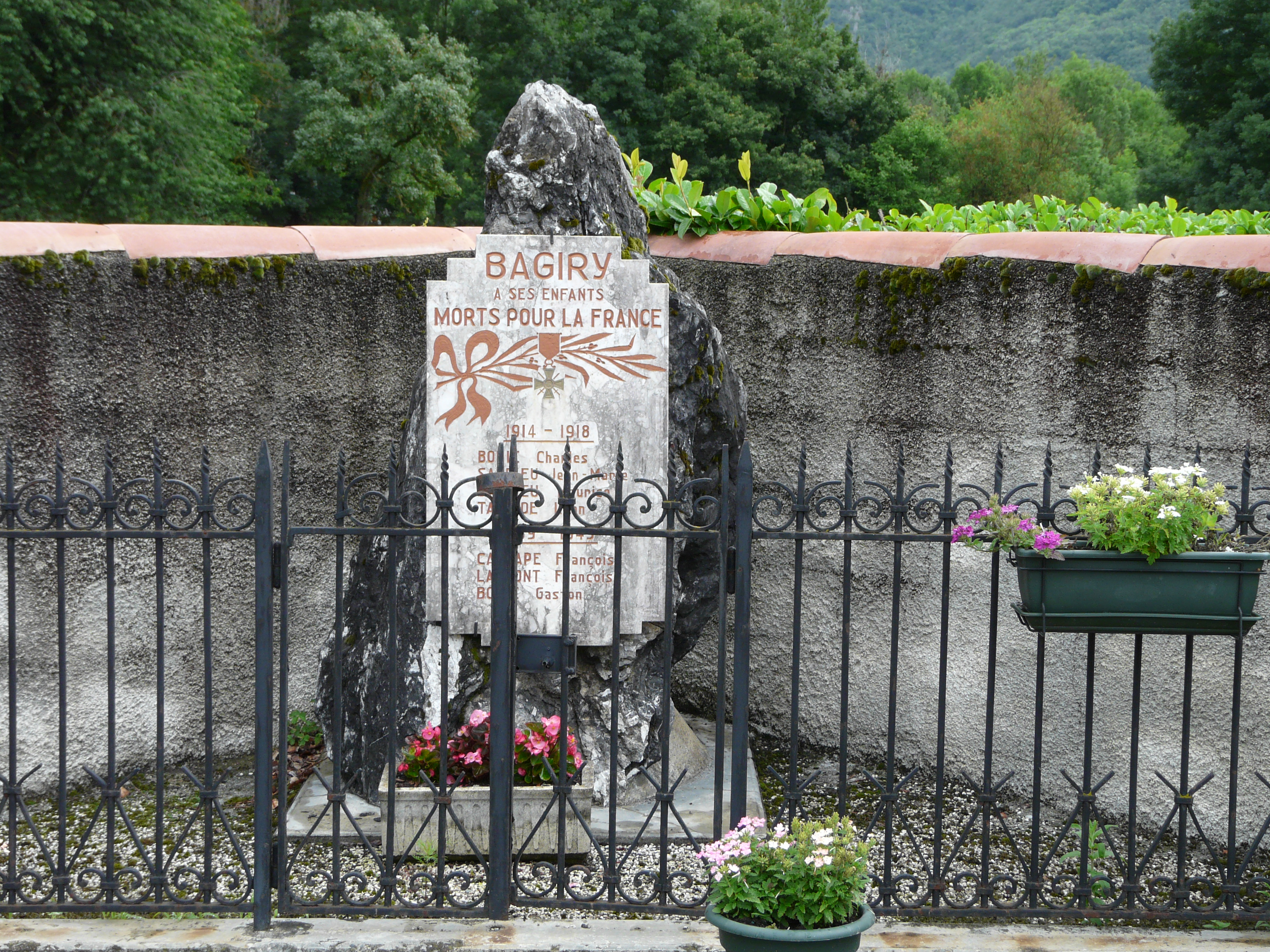
Военный мемориал